# Gallo (nome)
Gallo  è un nome proprio di persona italiano maschile.

## Varianti
- Maschili: Gallio[2][3], Galliano[2][3]
- Femminili: Galla[3], Gallia[2][3], Gala

### Varianti in altre lingue
- Catalano: Gal
- Ceco: Havel[4]
- Inglese: Gall[4]
- Latino: Gallus[1][4]
- Polacco: Gaweł[4]
- Slovacco: Havel[4]
- Sloveno: Gal[4]
- Spagnolo: Galo[4]

## Origine e diffusione
Deriva dal supernomen romano, di età repubblicana, Gallus; può trattarsi tanto di un etnonimo, col significato di "Gallo", "abitante della Gallia", quanto di uno zoonimo, riferito al gallo (il maschio della gallina).
Piuttosto diffuso in epoca romana, nell'Italia di oggi è scarsamente usato (perlopiù grazie al culto dei vari santi così chiamati), ed è distribuito nel Centro e nel Nord.

## Onomastico

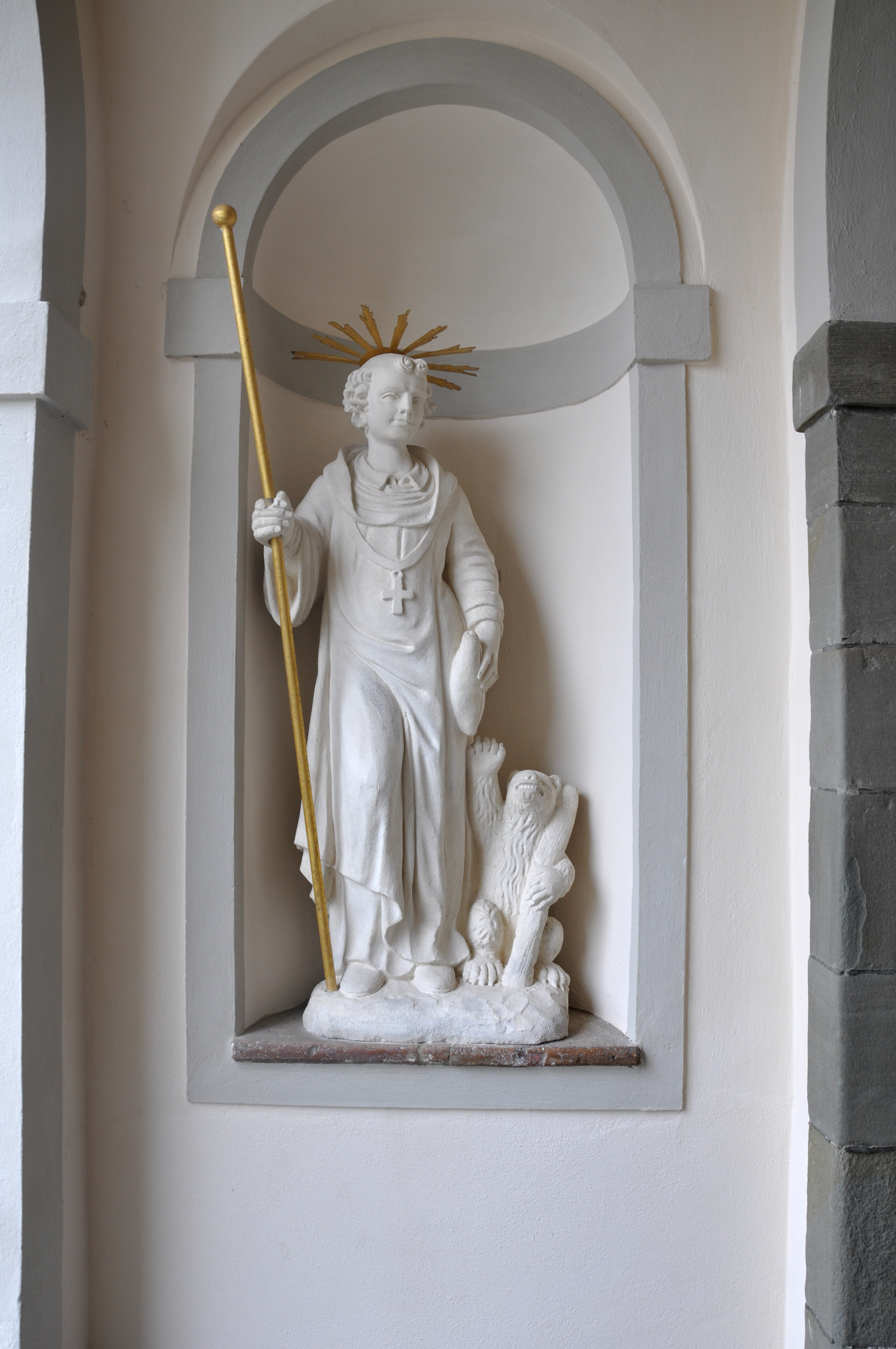
Statua di san Gallo nella chiesa di Kißlegg

L'onomastico può essere festeggiato in memoria di più santi, nei giorni seguenti:
- 6 aprile o 5 ottobre, santa Galla, vedova di Roma[5][6][7]
- 14 maggio o 1º luglio, san Gallo I, vescovo di Clermont[8][9]
- 1º luglio, san Gallo II, vescovo di Clermont[5]
- 5 ottobre, san Gallo, vescovo di Aosta[9][10]
- 16 ottobre, san Gallo, eremita e monaco irlandese, missionario a Bregenz sul lago di Costanza, da cui prende il nome la città svizzera di San Gallo[5][9][11]

## Persone
- Gaio Cornelio Gallo, poeta e politico romano
- Costanzo Gallo, politico romano
- Gallo Galli, filosofo italiano
- Gallo Gallina, pittore, incisore e litografo italiano
- Gallo Pisano, poeta italiano

### Variante femminile Galla
- Galla, moglie di Teodosio I
- Galla, moglie di Giulio Costanzo
- Galla Placidia, regina dei Visigoti come moglie di Ataulfo, poi moglie di Costanzo III e infine reggente dell'impero fino alla maggiore età del figlio Valentiniano III